# Luang Namtha Provincial Stadium
Das Luang Namtha Provincial Stadium ist ein Fußballstadion mit Leichtathletikanlage in der laotischen Stadt Luang Namtha. Das Stadion ist die Heimspielstätte des Erstligisten Namtha United FC und hat ein Fassungsvermögen von 1000 Personen. Eigentümer der Sportanlage ist die Provinz Luang Namtha.